# Daniel Matter
| Entdeckte Asteroiden: 5                  | Entdeckte Asteroiden: 5 |
| ---------------------------------------- | ----------------------- |
| Nummer und Name                          | Entdeckungsdatum        |
| (26984) Fernand-Roland                   | 1. November 1997        |
| (186832) Mosser                          | 17. März 2004           |
| (267978) 2004 FV162                      | 16. März 2004           |
| (288430) 2004 EQ21                       | 15. März 2004           |
| (366235) 2012 US141                      | 8. März 2003            |
| - alle zusammen mit Christophe Demeautis |                         |

Daniel Matter (* 1957) ist ein französischer Amateurastronom und Asteroidenentdecker.
Zwischen 1997 und 2004 entdeckte er zusammen mit Christophe Demeautis insgesamt 5 Asteroiden. Fernand-Roland entdeckte er in Village-Neuf.
Der Asteroid (59833) Danimatter wurde am 10. November 2003 nach ihm benannt.